# 郊区 (陽泉市)
郊区（こう-く）は中華人民共和国山西省陽泉市に位置する市轄区。

## 行政区画
- 鎮:蔭営鎮、河底鎮、平坦鎮
- 郷:西南舁郷、楊家荘郷、李家荘郷、旧街郷